# Nationales israelisches maritimes Museum

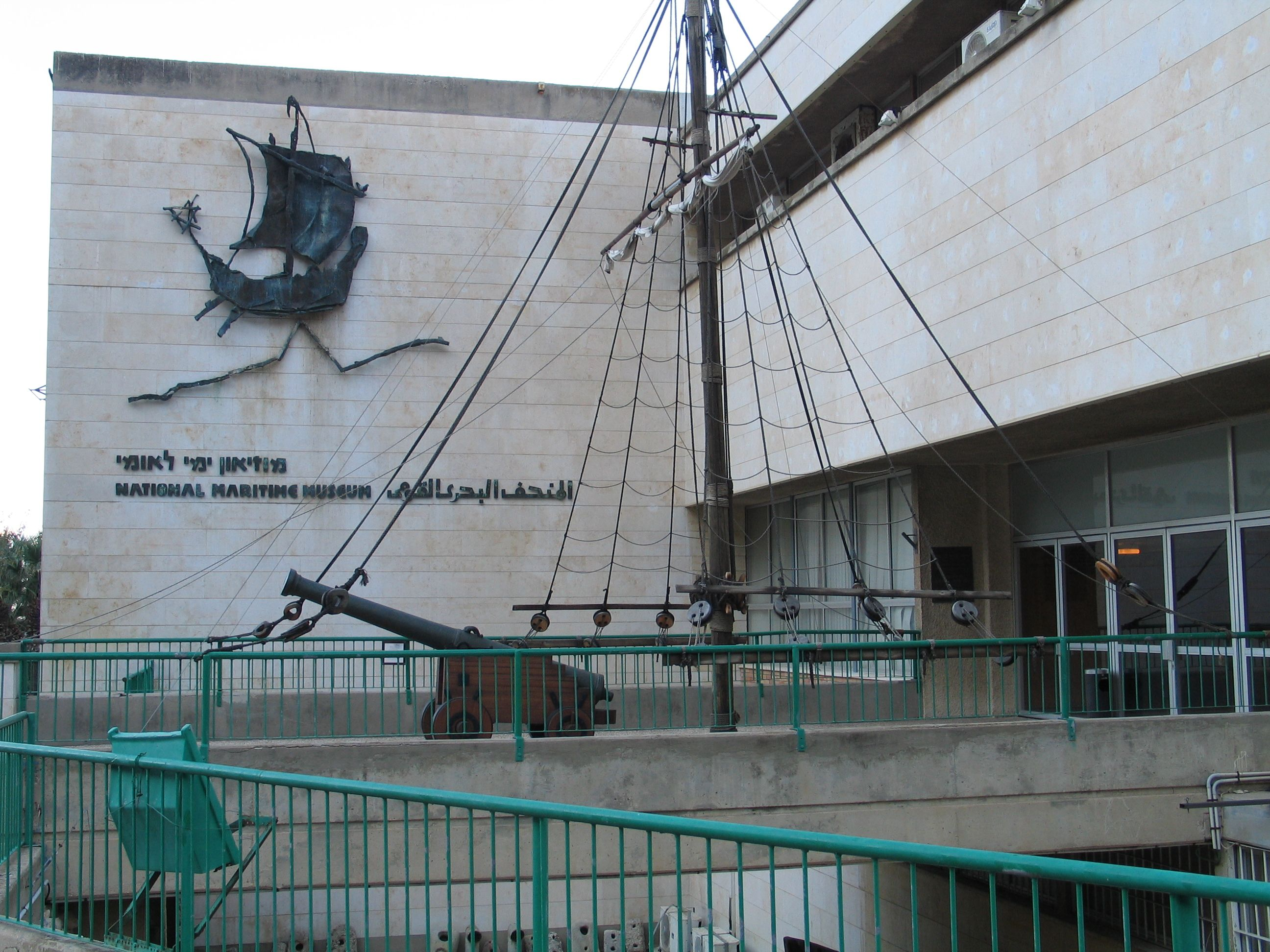
Eingangsbereich

Das israelische Nationale Maritime Museum (hebräisch הַמּוּזֵיאוֹן הַיַּמִּי הַלְּאמִּי ha-Mūsejʾōn ha-Jammī ha-Ləʾummī, englisch National Maritime Museum, Plene: … הלאומי) ist ein Verkehrs- und Technikmuseum in Haifa, Israel. Das Museum befindet sich im Viertel Qirjat Eliʿeser westlich vom Hafen Haifa. Es wurde 1953 eröffnet. Einige Objekte wurden in Zusammenarbeit mit der Rosh Carmel Marine Community der Society for the Protection of Nature in Israel sowie der Humans of the Mediterranean aufbereitet.
Die ständige Ausstellung umfasst die gesamte Geschichte der Seefahrt mit Schwerpunkt Naher Osten und Südeuropa. Es gibt folgende Bereiche:
- Gottheiten und mythologische Helden (römische und griechische Skulpturen der Antike)
- Anker
- Behältnisse im Seetransport
- Technisch-wissenschaftliche Instrumente
- Alte Karten und Globen
- Shikmona und ihre Schätze
- Tonkrüge aus dem antiken Griechenland und aus Süditalien, schwarzfigurige Vasenmalerei (7.–6. Jhd. v. Chr.) und rotfigurige Vasenmalerei (6.–4. Jhd. v. Chr.)
- Piraterie
- Rammsporne (Abb.)
- Israelische Seefahrt im 20. Jahrhundert
- Kunsthandwerk der Seeleute (Seaman’s Craft)
- Ältere und älteste Geschichte der Seefahrt (Ancient Shipping)